# Pena di morte in Iran
La pena di morte in Iran è prevista per omicidio, adulterio, stupro, omosessualità, pratiche non sessuali ma erotiche tra uomini per 4 volte, bacio con lussuria in pubblico per 4 volte (fino al dicembre 2004), reati legati alla prostituzione, reati legati alla droga, blasfemia, estorsione, corruzione, contrabbando d'arte, terrorismo, consumo di alcool per 3 volte (fino al dicembre 2004), rapina a mano armata, atti incompatibili con la castità (fino al dicembre 2004), pornografia (fino al dicembre 2004).

## Legge sulla pena di morte
I metodi di esecuzione sono impiccagione e lapidazione.
Secondo il codice penale, i maschi sopra i 15 anni e le femmine sopra i 9 possono essere giustiziati. Nel 2004 è stata vietata l'esecuzione di minori di 18 anni, ma il decreto non è stato rispettato. Nel 2005, 6 persone minori all'epoca del reato e 2 al momento dell'esecuzione sono state giustiziate. Il 19 luglio due ragazzi di 18 e 16 anni sono stati impiccati per lo stupro di un bambino di 13 anni nel 2004, quando avevano rispettivamente 17 e 15 anni (l'accusa dello stupro è stata criticata e additata come montatura per coprire, di fronte all'opinione pubblica mondiale che cominciava a interessarsi del caso, il fatto che i due siano stati condannati in realtà per il fatto di essere omosessuali). Il 10 dicembre 2005 un afghano di 20 anni è stato giustiziato per un omicidio commesso nel 2001, a 16 anni.
Nel 2004 sono state compiute un minimo di 159 esecuzioni. Tra queste c'è stata quella di Atefeh Rajabi, una ragazzina di 16 anni, impiccata il 15 agosto per "atti incompatibili con la castità" (le sono stati falsificati i documenti di nascita ed è stata fatta risultare nata nel 1982 invece che nel 1988; per tutti i minori giustiziati dal 2004 le autorità iraniane hanno detto che non si trattava di minori). Il 13 novembre 2005, due giovani di 25 e 24 anni sono stati impiccati per omosessualità con l'aggravante di stupro e sequestro di persona. Il 15 novembre è stata comminata una impiccagione per conduzione di un bordello, possesso di video pornografici e assunzione e vendita di alcool.
Numerose sono le esecuzioni per reati politici. Nel 2003 ci sono state 2 esecuzioni per aver guidato una protesta studentesca. Nello stesso anno un uomo ha rischiato l'esecuzione per aver affisso nella sua macchina un cartello che diceva "l'era dei governi arroganti è finita". Il 3 e il 7 settembre 2005 due membri del partito del Kurdistan sono stati impiccati. Non tutte le esecuzioni vengono rese note e fonti non governative hanno stimato 300/400 esecuzioni all'anno. All'inizio del dicembre 2005 il Consiglio Nazionale della Resistenza Iraniana ha reso noto che ci sono state oltre 100 esecuzioni dal 26 giugno, ovvero dall'elezione del nuovo presidente. Nel 2009 venne giustiziata la 22enne Delara Darabi, minorenne all'epoca del crimine, e il suo caso suscitò l'interesse dei mass media di tutto il mondo.

## Caratteristiche delle esecuzioni
In Iran, le esecuzioni hanno luogo nel carcere principale della regione o provincia in cui è avvenuto il reato, dopo che la loro grazia sia stata respinta e dopo che siano state espiate le pene detentive rimaste in sospeso. Nell'area metropolitana di Tehran (prigione Evin) sono state eseguite condanne a morte e così pure nell'area di Karaj (carcere Gohardasht). La Prigione Qasr di Teheran ha eseguito condanne capitali fino alla chiusura nel 2005. Le forche si trovano normalmente in un cortile a distanza o in una remota ala del carcere rispetto alle celle e all'obitorio. L'esecuzione avviene alle ore 5,00 locali, poco prima della chiamata alla ṣalāt (preghiera canonica islamica) del mattino.
Quando la fune della forca è tesa, la corda stretta fittamente fa sì che il prigioniero perda coscienza in pochi secondi a causa del mancato afflusso di sangue al cervello, e la morte sopraggiunge in genere dopo 10-15 minuti dall'inizio dell'esecuzione. Se il condannato si dibatte dopo essere stato impiccato, i carcerieri in genere tirano la corda per accelerarne la morte.
Nei casi di omicidio, ai parenti prossimi della vittime, alle volte viene concesso di tirare via lo sgabello dei condannati.
Ci sono state delle occasioni nelle quali la famiglia della vittima ha perdonato il proprio assassino ai piedi del patibolo. Un paio di volte, il condannato è stato graziato ed è stato tirato giù dal patibolo dopo essere stato appeso alla corda, sopravvivendo all'evento.